# Angaracris nigripennis
Angaracris nigripennis is een rechtvleugelig insect uit de familie veldsprinkhanen (Acrididae). De wetenschappelijke naam van deze soort is voor het eerst geldig gepubliceerd in 1984 door Lian & Zheng.